# Calva (sport)
Pour les articles homonymes, voir Calva.

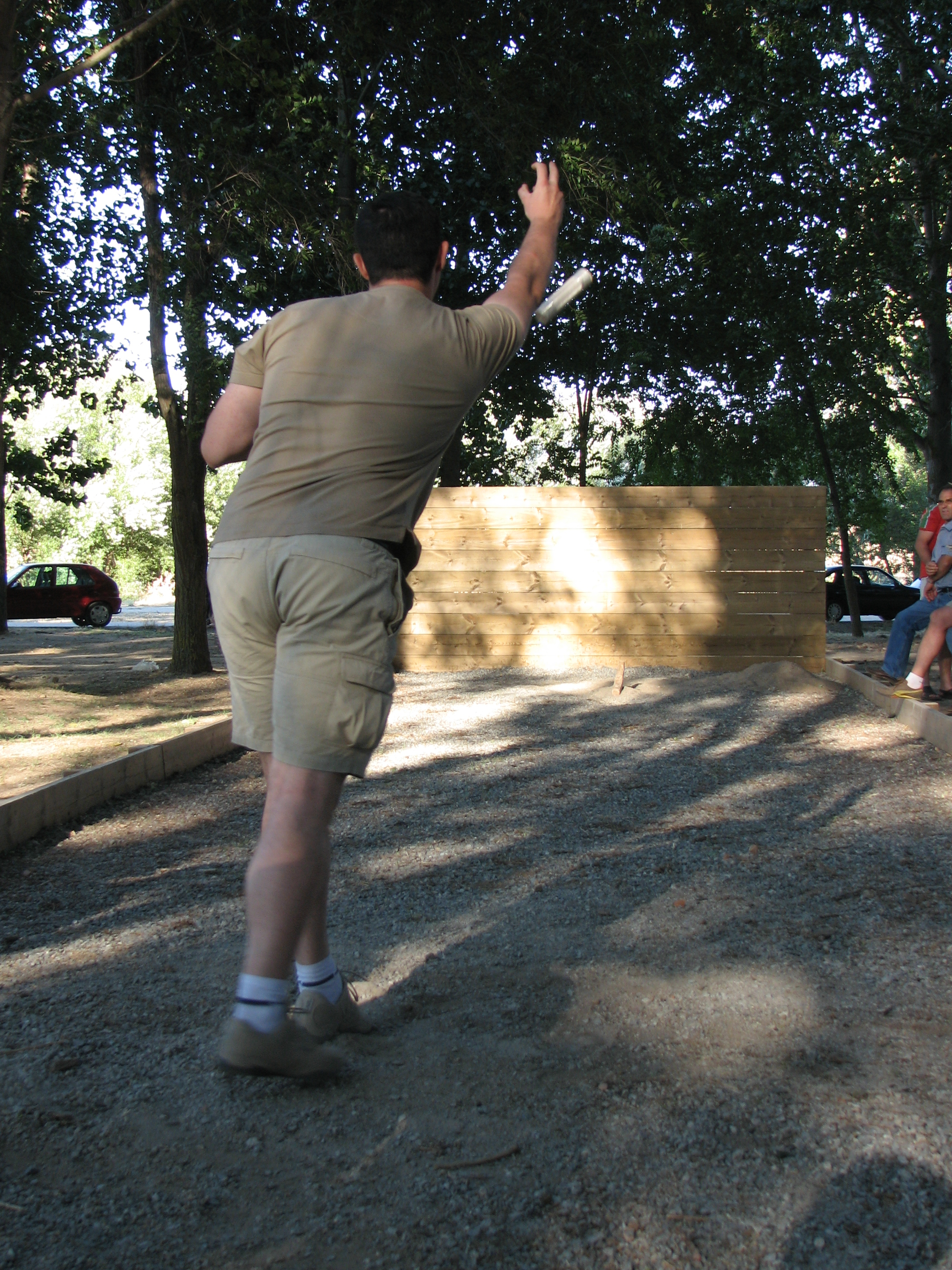

La calva ou le morillo est un sport traditionnel espagnol. Il consiste à lancer des pierres sur la partie supérieure d'un madrier sans que la pierre ne touche la terre. Chaque compétiteur tire depuis une distance fixe qui est augmentée jusqu'à ce qu'il ne reste plus qu'un tireur.
Il est originaire de Castille-et-León, où il servait de passe temps aux bergers et aux paysans qui s'y affrontaient, la plupart du temps avec des paris et mises. Il est pratiqué à Madrid, Ávila, Ségovie, Palencia et Valladolid. À Cáceres, il était pratiqué par les bergers faisant la transhumance vers Madrid. Il a été importé plus récemment au Pays basque. 
Il s'agit d'un sport de précision nécessitant un madrier (calva) de 25 × 25 cm faisant un coude d'environ 115°. Dans sa version morillo, le madrier coudé est remplacé par un madrier fourchu en Y, sur lequel il faut lancer un morceau de fer.
Les meilleurs tireurs arrivent à toucher la cible depuis des distances de 15 à 18 m.